# 瀬尾摂
瀬尾 摂（せお せつ、1930年1月27日 - 2010年10月31日）は日本の医師。専門は耳鼻咽喉科。日本医師会理事および常任理事を務めた。

## 来歴
兵庫県尼崎市に生まれる。父は、医師の瀬尾正。旧制浪速高校を4年修了（いわゆる飛び級）で、大阪大学医学部に進学した。1953年に大学卒業後、瀬尾耳鼻咽喉科院院長として、歴代副院長や歴代勤務医らと、入院治療、手術治療を多数手がける。
院外では、兵庫県医師会および尼崎市医師会の会長、日本医師会理事および常任理事、日本耳鼻咽喉科学会理事、兵庫県教育委員委員長、兵庫産業保健センター長などの役職を歴任した。
2010年10月31日、肺炎のため死去（満80歳没）。没後、従五位に叙された。

## 著書
いずれも編著・共著
- 『地域医療の拠点を創る；医師会型老人保健施設の展望』（共編）医学書院、1989年7月
- 『安心満足できる高齢化社会』（共著）東京教育情報センター、1991年5月
- 『産業医活動マニュアル』（共著）医学書院、1991年9月
- 『新しい医療税制のすべて』（共著）東京教育情報センター、1994年12月
- 『産業医活動マニュアル』（編著）医学書院、1998年8月

## 顕彰
- 藍綬褒章 - 1988年[2]
- 勲三等瑞宝章 - 2000年[2]
- 世界保健機構(WHO)特別表彰 - 2007年[2]